# Albert Ruelle
Pour les articles homonymes, voir Ruelle (homonymie).
Albert Ruelle, né le 25 juin 1754 à La Chapelle-sur-Loire près de Bourgueil, mort le 31 janvier 1805 à Chinon, est un homme politique de la Révolution française qui a joué un rôle dans la Guerre de Vendée.

## Biographie
Fils d'Albert Ruelle, notaire royal, et de Françoise Avril, il est le dernier notaire royal ayant détenu la charge de notaire de la baronnie de l'abbaye de Bourgueil et de procureur fiscal attaché au grenier à sel de la sénéchaussée de Saumur. 
Dès le début de la Révolution, il est élu juge, puis député à la Convention pour le département d'Indre-et-Loire. Le 20 janvier 1793, il vote la mort de Louis XVI. 
De mai à novembre 1793, il est représentant en mission aux armées de l'Ouest où il dirige la lutte contre les Vendéens. 
Il est renvoyé dans la même région en août 1794, après la chute de Robespierre, comme représentant en mission à Nantes (reprenant le poste tenu précédemment par Carrier) ; il participe alors à la politique de pacification des généraux Hoche et Canclaux. C'est le principal signataire du traité de La Jaunaye (17 février 1795) avec Charette et Sapinaud et un des signataires du traité de La Mabilais le 19 avril 1795. 
Réélu au Corps législatif en 1795, il siège au Conseil des Cinq-Cents jusqu'au 20 mai 1797. 
Sous le Consulat, il est nommé sous-préfet de Chinon où il meurt.